# WAI-ARIA
WAI-ARIA (англ. Web Accessibility Initiative — Accessible Rich Internet Applications) — технологический стандарт, разрабатываемый Консорциумом Всемирной паутины для предоставления возможности полноценного использования Интернета людьми с физическими ограничениями (нарушение работы органов зрения и опорно-двигательного аппарата). Реализация стандарта WAI-ARIA приносит наибольшую пользу на сайтах с динамическим содержимым, а также на сайтах с развитыми нестандартными элементами управления.
Использование на веб-сайтах продвинутых и сложных пользовательских интерфейсов постоянно растёт. Для того, чтобы работа с такими интерфейсами была доступна людям с ограниченными возможностями, пользующимся специальными вспомогательными технологиями, должно быть обеспечено их корректное взаимодействие с элементами управления сайта. Однако, большинство современных веб-технологий этого не предусматривают.
Одним из примеров барьера в работе может служить перетаскивание элементов по экрану (drag-and-drop), функция, недоступная пользователям, которые могут использовать только клавиатуру. Навигация при помощи одной только клавиатуры может быть затруднительна даже на относительно простых сайтах.
Дополнительные трудности вносит применение на сайтах технологий AJAX, DHTML и подобных им. К примеру, если содержание сайта обновляется с течением времени или после каких-либо действий пользователя, оно может оказаться недоступным для слепых или плохо видящих, использующих программы экранного доступа.

## История
- 20 марта 2014 года — 1.0[2]
- 14 декабря 2017 года — 1.1[3]

## Описание
Стандарт WAI-ARIA, существующий для решения этих проблем, реализуется добавлением специальных атрибутов, передающих вспомогательным технологиям информацию о поведении, состоянии и зависимостях интерактивных элементов. WAI-ARIA описывает новые техники для разметки секций и типичных веб-компонентов, таких как меню, блоков основного и дополнительного содержания, баннеров и прочего. Например, при помощи WAI-ARIA разработчик может разбить страницу на секции, возможность быстрого перемещения между которыми избавит пользователя от необходимости многократно нажимать Tab. WAI-ARIA также включает в себя технологии для обозначения динамических Ajax-блоков и события для интерфейсов программирования (API) вспомогательных приложений.
В сумме, WAI-ARIA предоставляет разработчикам следующее:
- Роли для описания типа элемента управления, такие как menu, treeitem, slider[англ.], progressbar.
- Роли для описания структуры веб-страницы (заголовки, секции, таблицы и т. д.).
- Свойства для описания состояний элементов управления.
- Свойства для обозначения блоков страницы, содержание которых может обновляться.
- Свойства для перетаскивания объектов, обозначающие что нужно переместить и куда.
- Возможность описания навигации по сайту при помощи клавиатуры.

## Используемые технологии
- Скринридеры:
  - JAWS
  - NonVisual Desktop Access[англ.]
  - Orca[англ.]
  - VoiceOver